# Leptoctenopsis retectaria
Leptoctenopsis retectaria är en fjärilsart som beskrevs av Felder 1875. Leptoctenopsis retectaria ingår i släktet Leptoctenopsis och familjen mätare. Inga underarter finns listade i Catalogue of Life.